# TaB Cola

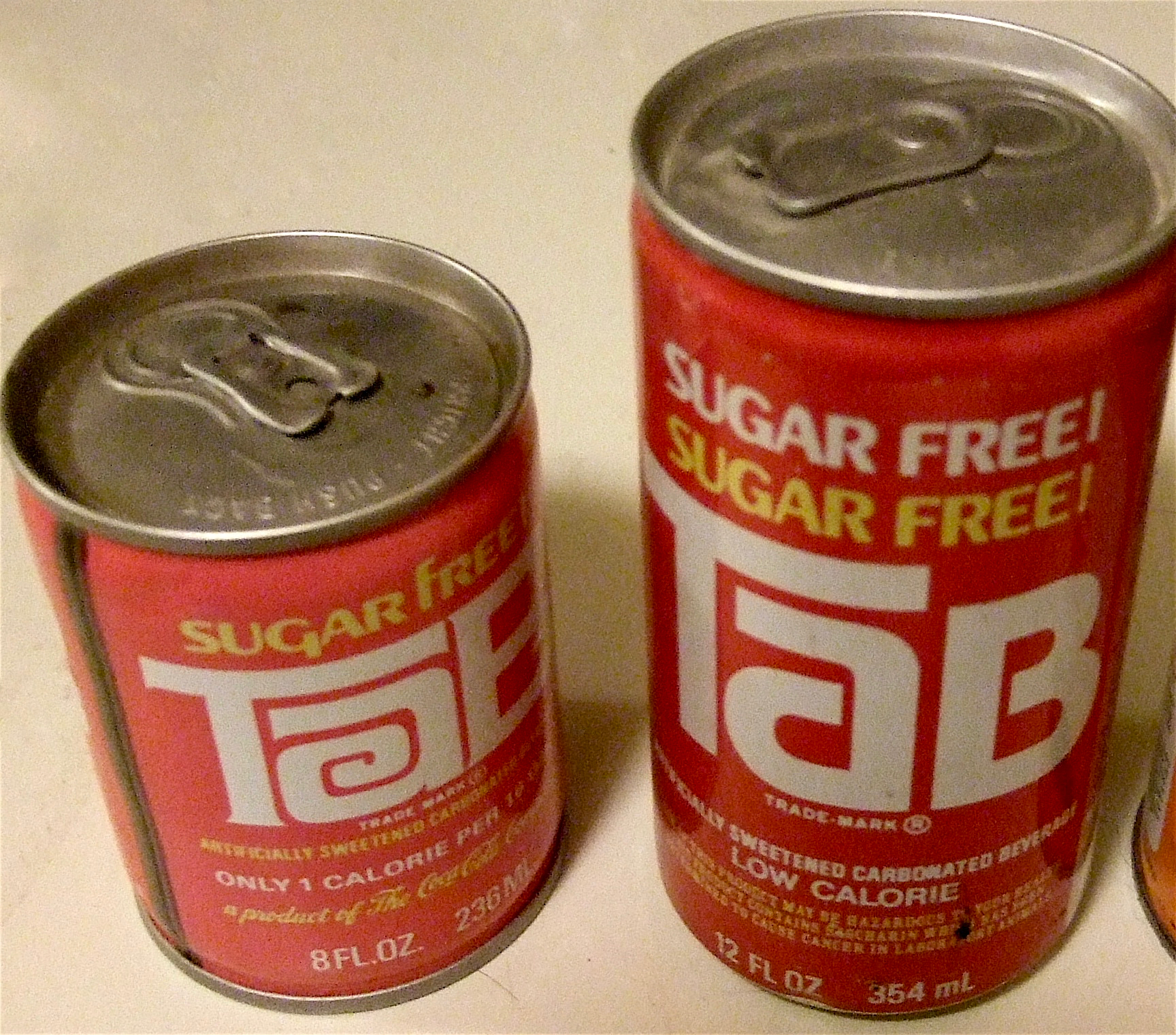
TaB-blikjes uit de jaren 1970

TaB is een Amerikaans colamerk dat specifiek bedoeld is als lightproduct. Het was de eerste light-frisdrank van de The Coca-Cola Company. TaB werd geïntroduceerd in 1963 en veranderde daarna verschillende keren van receptuur. Aanvankelijk was het drankje gezoet met natriumcyclamaat, maar dit werd al in 1969 verboden door de Food and Drug Administration. Daarna werd overgestapt op sacharine, maar ook deze stof werd aanvankelijk, in 1977, verboden. Het verbod werd evenwel niet veel later verworpen door het Amerikaans Congres, maar wel bleef de verplichting van kracht om op de verpakking een waarschuwing te plaatsen dat sacharine kanker kon veroorzaken. In 2000 schrapte Bill Clinton deze verplichting. in Nederland werd TaB van 1969 tot 1986 verkocht onder de naam TeB.
Sinds 1984 gebruikt men bij de productie van TaB de in 1984 ingevoerde receptuur met sacharine en een kleine hoeveelheid aspartaam. De verkoop van TaB is sinds de introductie van Coca-Cola light (in Amerika Diet Coke genoemd) drastisch gedaald, maar toch blijven genoeg consumenten het drinken om de productie voort te zetten. In oktober 2020 heeft Coca-Cola aangekondigd dat het wil stoppen met de productie.

## Geschiedenis
TaB was na Rite Cola de tweede lightcola ter wereld. Diet Rite werd als echt dieetproduct verkocht en niet als cola voor de gewone consumptiemarkt. Maker Royal Crown Cola was zelfs verbaasd over de grote populariteit van het product. De Coca-Cola Company bemerkte de populariteit en besloot ook een lightvariant op de markt te brengen. Het beleid was echter om de naam Cola-Cola alleen te gebruiken voor hun vlaggenschip Coca-Cola, dus besloot men een andere naam te gebruiken. TaB werd ontwikkeld door de afdeling die ook verantwoordelijk was voor Fanta.
TaB is in de eenentwintigste eeuw vooral een cultdrank, met drinkers die zweren bij  het merk. Mede hierom wordt TaB nog altijd geproduceerd; het marktaandeel op de gehele colamarkt is te verwaarlozen. TaB wordt nu nog verkocht in supermarkten en is verkrijgbaar in blikjes van 12 ounce (ongeveer 0,355 liter) en in mindere mate in petflessen met een inhoud van twee liter. 

## Trivia
- In de film The Jerk met Steve Martin is TaB zijn favoriete drankje.
- In de film Starsky & Hutch bestrijdt Hutch zijn kater met een beetje TaB zonder prik.
- In de serie That '70s Show wordt regelmatig TaB gedronken door de personages.
- In de film Back to the Future wil Marty McFly een TaB bestellen, zich niet realiserend dat dit in 1955 nog niet mogelijk is. Hierdoor wordt gedacht dat Marty een 'tab', een rekening, wil openen.